# Conus sukhadwalai
Espèce
Statut de conservation UICN

 LC  : Préoccupation mineure
Conus sukhadwalai est une espèce de mollusques gastéropodes marins de la famille des Conidae.
Comme toutes les espèces du genre Conus, ces escargots sont prédateurs et venimeux. Ils sont capables de « piquer » les humains et doivent donc être manipulés avec précaution, voire pas du tout.

## Description
La taille de la coquille varie entre 37 mm et 50 mm.

## Distribution
Cette espèce marine est présente au large de l'Inde du Sud.

### Niveau de risque d’extinction de l’espèce
Selon l'analyse de l'UICN réalisée en 2011 pour la définition du niveau de risque d'extinction, cette espèce est endémique du sud-est de l'Inde, où elle n'est collectée qu'occasionnellement. Bien qu'elle se trouve dans une zone soumise à la pollution de l'industrie, de l'agriculture et des sources domestiques, elle habite des eaux plus profondes et on ne pense pas que cela ait un impact significatif sur sa population. En outre, elle se trouve à des profondeurs inférieures à celles des plongeurs sous-marins récréatifs. Elle est donc inscrite dans la catégorie préoccupation mineure.

## Taxonomie

### Publication originale
L'espèce Conus sukhadwalai a été décrite pour la première fois en 1983 par les malacologistes Dieter Röckel (d) et António José da Motta (d) dans « Archiv für Molluskenkunde »,.

### Synonymes
- Conus (Splinoconus) sukhadwalai Röckel & da Motta, 1983 · appellation alternative
- Stellaconus sukhadwalai (Röckel & da Motta, 1983) · non accepté